# Arany János összes munkái
Az Arany János összes munkái című, szépirodalmi könyvsorozatot a Franklin-Társulat 1900 körül adta ki díszes kötésben, igényes nyomdai kivitelben. A sorozat a következő köteteket tartalmazta:
- I. kötet. Kisebb költemények. (448, XVII l.) 6 K, díszkötésben 10.–
- II. kötet. Toldi trilógia. (Toldi. Toldi szerelme. Toldi estéje.) (654 l.) 7 K, díszkötésben 12.–
- III. kötet. Elbeszélő költeményei. (Buda halála. Murány ostroma. Katalin. Szent László fűve. Első lopás. Keveháza. Bolond Istók.) (464 l.) 6 K, díszkötésben 11.–
- IV. kötet, Elbeszélő költeményei. Elegyes darabok. (453, VI l.) (464 l.) 6 K, díszkötésben 11.–
- V. kötet. Prózai dolgozatai. (548 l.) 7 K, díszkötésben 10.–
- VI. kötet. Shakespeare színműveiből. (A Szent-Iván éji álom. Hamlet, dán királyfi. János király.) (475 l.) (464 l.) 6 K, díszkötésben 10.–
- VII. kötet. Aristophanes vígjátékai. I. kötet. (A lovagok. A darázsok. Az acharnaebeliek. A felhők. A béke. A madarak.) (XXXI, 591 l.) 7 K, díszkötésben 10.–
- VIII. kötet. Aristophanes vígjátékai. II. kötet. (A békák, Lysistrate. A nők ünnepe. A nőuralom. Plutos.) (XLVII, 522 l.) 7 K, díszkötésben 10.–
- IX. kötet. Hátrahagyott versei. (LI, 552 l.) 8 K, díszkötésben 12.–
- X. kötet. Hátrahagyott prózai dolgozatai. (575, XLIII l.) 8 K, díszkötésben 12.–
- XI. és XII. kötet. Levelezése író-barátaival. 2 kötet. (LI 552 575, XLIII l.) 16 K, díszkötésben 29.–
- XIII. kötet. Katona József Bánk bánja. Arany János jegyzeteivel és tanulmányaival. Új lenyomat. (XII, 249 l.) 1900. 5 K, díszkötésben 8.–